# Jacobus Cornelis Boldoot
Jacobus Cornelis Boldoot, doopnaam Jacobus Cornelius (Amsterdam, mei 1766 – Driebergen, 10 april 1838) was apotheker en chemicus en grondlegger van de firma J.C. Boldoot.

## Biografie
Boldoot werd geboren in Amsterdam, als zoon van Hendrik Boldoot, meester timmerman, en Anna Voet. Hij werd gedoopt in het oudkatholieke geloof. Hij werd op 27 juni 1780 door het Collegium Medicum te Amsterdam ingeschreven als leerling van apotheker Jean George Riga in de Langebrugsteeg. Nadat hij in 1789 examen had gedaan, werd hem door het gilde toegestaan om per 1 mei 1789 een winkel te openen aan de Nieuwezijds Voorburgwal 46.
Hij trad op 15 juli 1790 te Amsterdam in het huwelijk met Maria Hillenaar, geboren te Dordrecht. Uit dit huwelijk volgde geen kinderen. In 1823 nam hij zijn neef Jacobus Cornelis Boldoot (1809-1876) in de leer, die in 1834 de apotheek overnam.